# Pan-Afrikanen
Pan-Afrikanen wordt als term vooral gebruikt door Afro-Amerikanen voor alle zwarten of in Afrika voor alle Afrikanen. Volgens het Amerikaanse gebruik omvat de term naast de Afro-Amerikanen dus ook de zwarte inwoners van Afrika, en van Caribische landen als Jamaica, die geen deel uitmaken van de Verenigde Staten van Amerika. Deze term mag niet verward worden met Afro-Amerikanen, de zwarte bevolking van de Verenigde Staten. 
Bedrijven als Ecobank gebruiken de term “panafrikaans” om aan te geven dat hun activiteiten zich over het hele Afrikaanse continent uitstrekken.